# André LeBlanc
André LeBlanc (16 de janeiro de 1921, Haiti — 21 de dezembro de 1998, EUA) foi um desenhista histórias em quadrinhos (tanto em tiras, quanto em revistas em quadrinhos) haitiano que residiu e trabalhou por muitos anos no Brasil e nos Estados Unidos. 

## Vida pessoal
André LeBlanc nasceu no Haiti, filho de uma mãe francesa e um pai hondurenho, em 1944, mudou se para o Brasil e casou com uma brasileira chamada Elvira.

## Biografia
Trabalhou nos Estados Unidos como assistente de Will Eisner em The Spirit e com Sy Barry em O Fantasma, roteirizada por seu criador, Lee Falk. Também ilustrou a tira de criação própria, Intellectual Amos, e trabalhou nas série Flash Gordon de Alex Raymond, Rex Morgan, M.D. e Apartment 3-G, também fez uma adaptação da bíblia chamada  The Picture Bible for All Ages, para a David C. Cook Publishng Co.
No mercado brasileiro, criou a tira Morena Flor, sobre uma garota das selvas brasileira, a personagem foi lançada no final da década de 1940 em uma tira diária, em 1953, passou a ser publicada na revista Capitão Atlas publicada pela editora Garimar, Capitão Atlas era uma série sobre um caçador brasileiro na linha de Jim das Selvas de Alex Raymond criado por Péricles do Amaral para o rádio, que tinha quadrinhos ilustrados por Fernando Dias da Silva. Também se notabilizou na literatura brasileira, ilustrando livros de Monteiro Lobato para Editora Brasiliense e adaptação de clássicos como O Guarani e Ubirajara de José de Alencar, A Moreninha de Joaquim Manuel de Macedo, Menino de Engenho  e Cangaceiros de José Lins do Rego publicada na revista Edição Maravilhosa da Editora Brasil-América Limitada  (EBAL) de Adolfo Aizen.

Recebeu por seus feitos, a Ordem Nacional do Cruzeiro do Sul.